# Gerazym (Popović)
Gerazym, imię świeckie Zoran Popović (ur. 15 lutego 1972 w Gornjem Liplju) – serbski biskup prawosławny.

## Życiorys
Ukończył seminarium duchowne Trzech Świętych Hierarchów przy monasterze Krka. W czasie nauki w nim złożył wieczyste śluby zakonne przed obecnym metropolitą Dabaru i Bośni Mikołajem (Mrđą). Następnie wyjechał do ZSRR na studia teologiczne w Moskiewskiej Akademii Duchownej. W 1991 przyjął święcenia diakońskie, zaś 5 października 1998 metropolita zagrzebsko-lublański Jan (Pavlović) wyświęcił go na kapłana. W tym samym roku objął funkcję przełożonego monasteru Krka. W 2003 biskup dalmacki Focjusz (Sladojević) mianował go archimandrytą.
25 lipca 2004 miała miejsce jego chirotonia na biskupa górnokarlovackiego. Ceremonia miała miejsce w monasterze Gomirje, z udziałem patriarchy serbskiego Pawła.